# Bela Burnasheva
Bela Alekséyevna Burnasheva, (en ruso, Бэлла Алексеевна Бурнашева), citada según la transliteración en inglés como Bella Alekseevna Burnasheva, es una astrónoma nacida en 1944 en la Unión Soviética.
El Minor Planet Center le acredita el descubrimiento de trece asteroides entre 1969 y 1971.
El asteroide (4427) Burnashev fue nombrado en honor a su marido, Vladislav Ivánovich Burnashev.